# Поланд, Джордж
Джордж Поланд (англ. George Poland; 21 сентября 1913 года, Пенарт, Уэльс — 6 октября 1988 года, там же) — уэльский футболист, вратарь. Провёл два матча за сборную Уэльса.

## Карьера
Родился в Пенарте недалеко от Кардиффа. Свою карьеру начал нападающим в местных любительских командах «Коган» и «Пенарт Мишн», где его выступления привлекли внимание команды третьего южного дивизиона «Суиндон Таун». Клуб предложил Джорджу Поланду пройти испытательный срок. Главный тренер клуба, Тед Визард, перевёл его на позицию вингера. На этой позиции он произвел достаточное впечатление, чтобы подписать контракт с клубом, но Поланд не смог пробиться в первую команду и покинул клуб в конце сезона 1934/35, так и не выйдя на поле. После этого он стал вратарём и перешёл в «Кардифф Сити», который до его перехода в «Суиндон Таун» отверг его как полевого игрока.
11 января 1936 года, несмотря на то, что за несколько дней до этого Поланд пропустил семь мячей в матче резервной команды, он дебютировал за клуб в проигранном со счётом 2:1 матче против «Торки Юнайтед», заменив Джека Дайтона в стартовом составе, став третьим вратарем, использованным клубом, который находился внизу турнирной таблицы третьего южного дивизиона.
После своего дебюта Поланд сыграл в шести матчах подряд, но после этого он попал в резерв и вернулся в первую команду «Кардиффа» только в середине следующего сезона, когда стал основным вратарём клуба вместо Билла Филдинга. В 1938 году он перешел в команду третьего северного дивизиона «Рексем», где провел один сезон, попав в первую команду после травмы Пэта Макмэна, и произвел достаточное впечатление, чтобы получить вызов в сборную Уэльса по футболу, сыграв 2 матча. Свой первый матч за сборную провел 15 марта 1939 года в победном матче над сборной Ирландии со счетом 3:1 в рамках Домашнего чемпионата Великобритании, а свой второй и последний матч сыграл 21 мая 1939 года против Франции, где сборная Уэльса проиграла со счетом 2:1. Форма Джорджа Поланда привлекла внимание «Ливерпуля», и он присоединился к клубу 28 июня 1939 года за сумму около 4 000 фунтов стерлингов. Однако после начала Второй мировой войны Футбольная лига была приостановлена, и он так и не сыграл за команду.
В годы войны он служил в Валлийской гвардии и выступал в качестве гостевого игрока в матчах военного времени за «Кардифф Сити», «Брентфорд», «Фулхэм», «Кристал Пэлас» и «Лидс Юнайтед», а также сыграл четыре матча за сборную Уэльса против сборной Англии.
Когда по окончании войны возобновилась Футбольная лига, Поланд вновь присоединился к «Кардифф Сити» и сыграл в двух первых матчах сезона 1946/47 годов: против «Норвич Сити» и «Суиндон Таун»; оба этих матча «Кардифф Сити» проиграл. После этого он уступил свое место в воротах Дэнни Каннингу. Позднее Поланд играл за команду «Ловеллз Атлетик», не входившую в Футбольную лигу.

## Достижения
- Победитель Домашнего чемпионата Великобритании: 1938/1939 (разделённая победа)